# Legio III Diocletiana

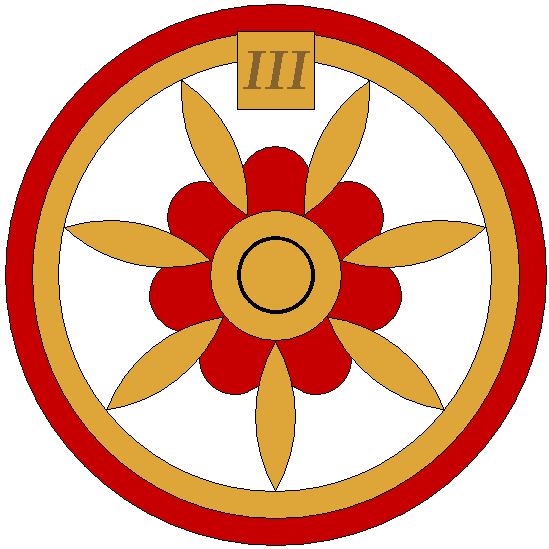
Schildbemalung der Legio Tertia Diocletiana Thebaeorum im frühen 5. Jahrhundert.

Die Legio III Diocletiana war eine Legion der spätantiken römischen Armee, die um 296 von Diokletian in Ägypten ausgehoben wurde und mindestens bis ins frühe 5. Jahrhundert bestand.

## Geschichte der Legion
Die Legion hatte bei ihrer Aufstellung die Sollstärke von 5000 bis 6000 Mann. Das Legionsemblem wurde nicht überliefert. Die Legion wurde nach dem Kaiser benannt und ihre Nummer erhielt sie durch Fortzählung der bereits in Nikopolis (bei Alexandria) stationierten Legio II Traiana fortis. Beide Legionen hatten die Aufgabe die Provinzhauptstadt Alexandria und das Nildelta zu schützen.
In den Jahren 297/298 kam es zu Unruhen in der neuerrichteten Provinz Thebais (südliches Ägypten) zu deren Niederschlagung Diokletian, der den Feldzug selber leitete, auch die Legio III Diocletiana einsetzte. Um das Jahr 300 waren Vexillationen der Legion in Apollonopolis Magna (Edfu), Tentyra (Dendera), Syene (Assuan), Ptolemais Hermeiou (el-Manscha) und Panopolis (el-Achmim) in der Thebais stationiert.
Im Laufe des 4. Jahrhunderts wurden Teile der Legion nach Theben und Ombos (Naqada) in den Süden Ägyptens verlegt und die Region durch den Ausbau von Forts stärker befestigt.
Der einzige namentlich bekannte Angehörige der Legion ist der Deserteur Theodoros, der um 340 n. Chr. lebte.
Kaiser Theodosius I. (378–395) gliederte Kontingente der zu Foederati (Verbündete) gewordenen Westgoten in die III Diocletiana ein. Im Gegenzug löste er eine Vexillation als Legio III Diocletiana Thebaeorum aus den Limitanei (Grenztruppen) heraus und verlegte sie als Comitatenses (Feldheer) nach Macedonia.
Im frühen 5. Jahrhundert war die Legio tertia Diocletiana [Thebaidos] in Andropolis stationiert und dem Comes limitis Aegypti unterstellt. Weitere Teileinheiten der Legion unterstanden in Ombos (Naqada), Praesentia und Theben dem Dux Thebaidos. Die comitatensische Legio Tertia Diocletiana Thebaeorum unterstand dem Magister militum per Thracias.

## Mythos der Thebaischen Legion
Die Legio Tertia Diocletiana Thebaeorum gilt einigen Historikern als möglicher „Kandidat“ für einen historischen Kern der in christlichen Märtyrerberichten des frühen Mittelalters eine wichtige Rolle spielenden Thebaischen Legion (Legio Thebaica). Nach anderer Meinung kommt die Legion aus sachlichen Gründen nicht in Betracht. Auch sei die Thebaische Legion historisch nicht fassbar und in den Bereich der Legende zu verweisen.